# La anunciada muerte de Willy Semler
La anunciada muerte de Willy Semler es una película de comedia dramática chilena de 2022 dirigida por Benjamín Rojo (en su debut como director) y escrita por Rojo & Matías Celedón. Protagonizada por Cuti Aste, Francisca Rojo y Willy Semler.

## Sinopsis
Willy Semler, un reconocido actor chileno, está pasando por un mal momento. Su última obra es un desastre y su hija lo ignora. En este proceso se encuentra con una desconocida artista plástica que promete en su arte salvarlo de la decadencia, llenándolo de halagos y fantasía comienza a orquestar su vida sin saber que esta joven lo utilizaría para hacerse conocida y luego perjudicarlo mediante acusaciones mediáticas que no es capaz de revertir, puesto que ha tratado toda su vida mantenerse al margen de la farándula y las redes sociales, no tiene manejo de lo que se dice de él. Esta joven es capaz de armar una historia medianamente creíble, pero muy llamativa para la farándula, escándalos sexuales, perversiones y otros que la ponen en palestra como víctima y al demacrado actor: como uno de los peores hombres de la historia de su país.

## Reparto
- Cuti Aste como Cuti[3]
- Francisca Rojo como Kiki[3]
- Willy Semler como Willy[3]

## Lanzamiento
La película tuvo su estreno internacional a mediados de agosto de 2022 en la 37.ª edición del Festival Internacional de Cine de Guadalajara, para luego estrenarse a principios de diciembre de 2022 en la 14.ª edición del Festival Internacional de Cine de Iquique y a mediados de febrero de 2023 en la 23.ª edición del Festival Internacional de Cine de Lebu, ambos de Chile.